# مصرف منبع
مصرف منبع (به انگلیسی: Resource consumption) در مورد مصرف منابع تجدیدناپذیر یا گاهی تجدیدپذیر است. به‌طور خاص، ممکن است موارد زیر را دربر بگیرد:
- مصرف آب
- مصرف انرژی
  - مصرف انرژی الکتریکی
  - مصرف انرژی در جهان
- مصرف گاز طبیعی / کاهش گاز
- مصرف روغن / کاهش روغن
- درخت‌بری / جنگل‌زدایی
- ماهیگیری / ماهیگیری بی‌رویه
- کاربری سرزمین / از دست دادن سرزمین یا
- تهیه‌سازی منابع و
- بهره‌برداری همگانی و دگرگونی محیط زیست مرتبط

مصرف ناپایدار توسط جمعیت بشری که به‌طور پیوسته در حال رشد است ممکن است به تهی‌سازی منبع و کاهش گنجایش برد زمین منجر شود.